# Southtown (canción de P.O.D.)
«Southtown» es un sencillo del grupo estadounidense P.O.D. La canción forma parte del álbum The Fundamental Elements of Southtown, lanzado en 1999.
La canción aparece en el tráiler de la película Little Nicky. Además fue versionada por la banda The Ghost Inside para el álbum recopilatorio Punk Goes 90's Vol. 2. Fue nominada a los GMA Dove Awards en la categoría Hard Music Recorded Song.
El video musical de «Southtown» fue dirigido por Marcos Siega. El video ocupó la posición 47 en una lista de los mejores 50 videos de todos los tiempos por el canal TVU Music channel.

## Posicionamiento
| Listas (2000)                             | Posición |
| ----------------------------------------- | -------- |
| U.S. Billboard Hot Mainstream Rock Tracks | 31       |
| U.S. Billboard Hot Modern Rock Tracks     | 28       |